# São Sebastião do Passé
São Sebastião do Passé là một đô thị thuộc bang Bahia, Brasil. Đô thị này có diện tích 549,425 km², dân số năm 2007 là 42246 người, mật độ 76,9 người/km².